# Miss Roumanie

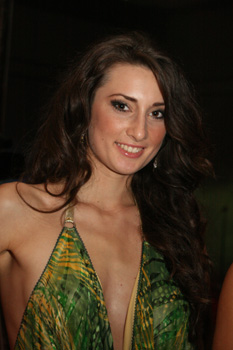
Miss Roumanie (Elena Azoitei)

Miss Roumanie est un concours de beauté annuel tenu en Roumanie. La gagnante représente son pays aux élections de Miss Univers, Miss Europe et Miss Terre.

## Miss

### Avant la Seconde Guerre mondiale
| Année   | Nom                         |
| ------- | --------------------------- |
| 1928    | Marioara Ganesco [Janescu]  |
| 1929    | Magda Demetrescu            |
| 1930    | Zoica Dona / Mariana Mirica |
| 1931    | Tauti Vusoreanu [Vusoreana] |
| 1932    | Lilian Delescu              |
| 1933    | Dina Mihalcea               |
| 1934    | Tita Cristescu              |
| 1935    | Dorothée Christesco         |
| 1936-78 | pas d'élection              |

### Miss Roumanie
| Année   | Nom                       |
| ------- | ------------------------- |
| 1979    | Matilda Pascal Cojocăriță |
| 1980-90 | pas d'élection            |
| 1991    | [Dana] Daniela Nane       |
| 1992    | Camelia Ilie              |
| 1993    | Rita Onisca Mureșan       |
| 1994    | Roberta Anastase          |
| 1995    | Monica Grosu              |
| 1996    | Beatrice Vornicu          |
| 1997    | Diana Maria Urdareanu     |
| 1998    | Iuliana Elena Verdes      |
| 1999    | Nicoleta Luciu            |
| 2000    | Alexandra Cosmoiu (?)     |
| 2001    | Corina Nicoleta Tulan (?) |
| 2002    | Alma Ciucur               |
| 2003    | Adriana Silagy            |
| 2004-07 | pas d'élection            |
| 2008    | Diana Budoi               |
| 2009    | Isabella Bulacu           |

### Miss World Roumanie
| Année | Nom                      |
| ----- | ------------------------ |
| 2001  | Vanda Petre              |
| 2002  | Cleopatra Popescu        |
| 2003  | Patricia Filomena Chifor |
| 2004  | Adina María Cotuna       |
| 2005  | Raluca Voina             |
| 2006  | Ioana Valentina Boitor   |
| 2007  | Elena Roxana Azoitei     |

### Miss Univers Roumanie
| Année | Nom                     |
| ----- | ----------------------- |
| 2024  | Loredana Salanță        |
| 2021  | Carmina Cotfas          |
| 2020  | Bianca Tirsin           |
| 2019  | Dorina Chihaia          |
| 2017  | Ioana Mihalache         |
| 2016  | Teodora Dan             |
| 2013  | Roxana Oana Andrei      |
| 2012  | Delia Monica Duca       |
| 2011  | Larisa Popa             |
| 2010  | Oana Paveluc            |
| 2009  | Elena Bianca Constantin |

### Miss Diaspora
Miss Romanian in the World
| Année   | Nom                       | Pays           |
| ------- | ------------------------- | -------------- |
| 2000    | Viktoriya Pintyak         | Royaume-Uni    |
| 2001-02 | pas d'élection            | pas d'élection |
| 2003    | Daniela Manolache         | Grèce          |
| 2004    | Olesea Detiuc             | Moldavie       |
| 2005    | Ana Spatari               | Moldavie       |
| 2006    | Andreea Elena Ambrosa     | Italie         |
| 2007    | Ana Sophia Marcu          | États-Unis     |
| 2008    | Alexandra Tanase          | Canada         |
| 2009    |                           |                |
| 2010    | Tatiana Nicoleta Răducanu | Italie         |